# ФШМ (футбольний клуб)
ФШМ — російський футбольний клуб з Москви. Найкраще досягнення в першості Росії — 15 місце в 3 зоні другої ліги в 1992 році.

## Історія назви
- до 1949 — Інфізкульт
- 1950—1984 — ФШМ
- 1985—1986 — СК ФШМ
- 1987—1989 — СК ЕШВСМ
- 1990—1991 — «Зірка»
- 1992—1998 — ТРАСКО
- 1999—2009 — ФШМ «Торпедо».
- 2009—2013 — «Юність Москви» — ФШМ.
- з 2013 року — ФК ФШМ

## Відомі вихованці та гравці
- Авер'янов Олександр Олександрович
- Бесчастних Володимир Євгенович
- Булатов Віктор Геннадійович
- Гуленков Дмитро Валентинович
- Дроздов Юрій Олексійович
- Іванов Андрій Євгенович
- Кір'яков Сергій В'ячеславович
- Коливанов Ігор Володимирович
- Корнаухов Олег Дмитрович
- Костилєв Генадій Іванович
- Кузнєцов Дмитро Вікторович
- Сімутенков Ігор Віталійович
- Соломатін Андрій Юрійович
- Харін Дмитро Вікторович
- Чугайнов Ігор Валерійович